# Truielingen
Truielingen (Frans: Trognée) is een dorp in de Belgische provincie Luik en een deelgemeente van de stad Hannuit. Het was een zelfstandige gemeente tot het bij de fusie van 1977 voor het grootste gedeelte toegevoegd werd aan de gemeente Hannuit. De exclave Villereau werd echter toegevoegd aan de gemeente Geer en ging deel uitmaken van de deelgemeente Boëlhe.
Truielingen ligt in het noordoosten van de gemeente Hannuit. De dorpskom ligt aan de weg van Montenaken naar Hannuit. Het is een landbouwdorp in Droog-Haspengouw met vooral graan- en suikerbietenteelt. Tot in 1976 was er in het dorp een suikerfabriek.

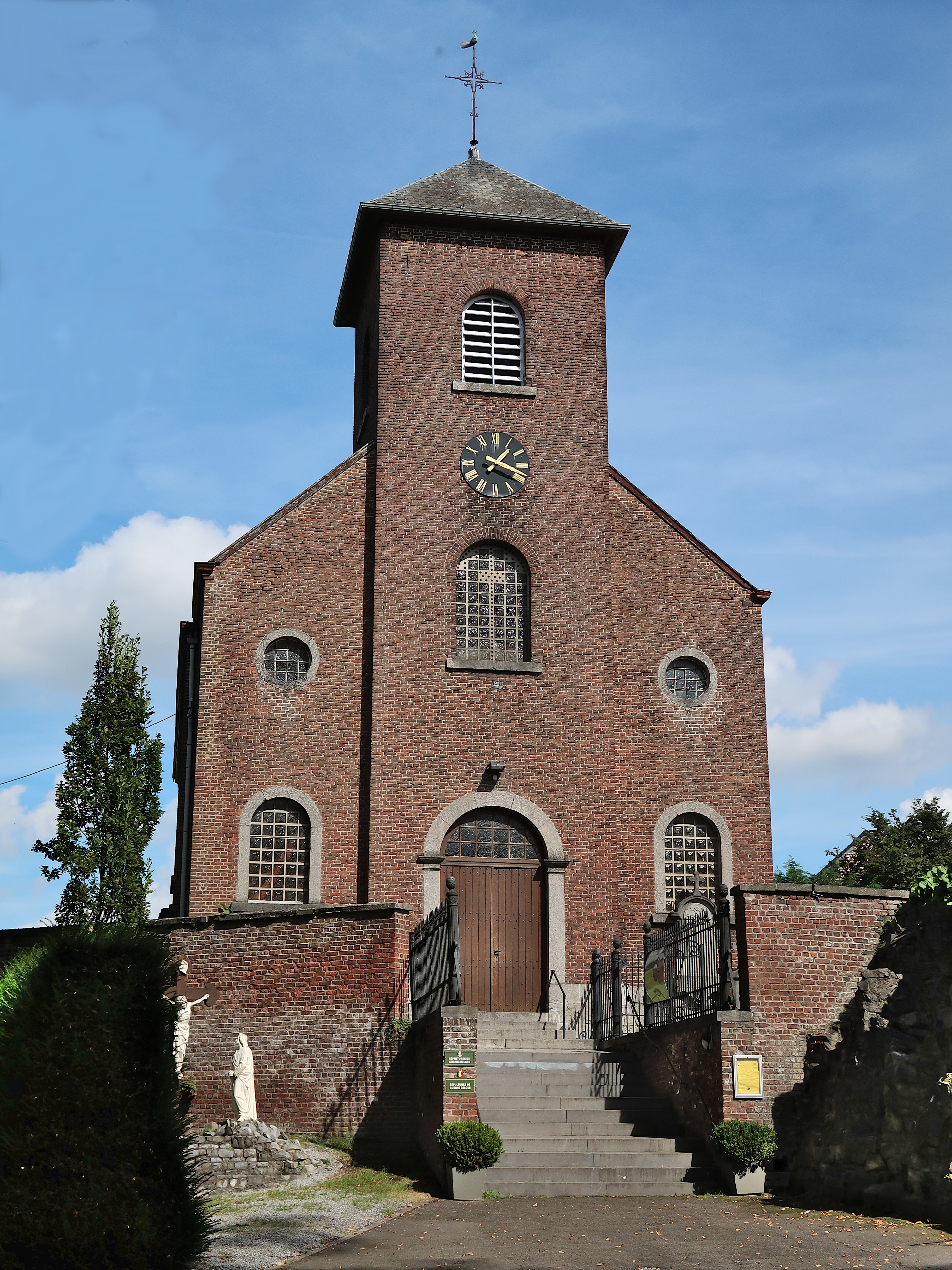
De Sint-Trudokerk

## Geschiedenis
Truielingen lag vanaf de 9e eeuw in het Graafschap Avernas om ten slotte te gaan behoren tot het Hertogdom Brabant. Tot de 12e eeuw was het dorp eigendom van het Kapittel van Sint-Lambertus te Luik en was het een eigen heerlijkheid. Vanaf 1155 had het dorp wereldlijke heren die de heerlijkheid bestuurden vanuit het plaatselijke kasteel.
In 1465 werd het dorp grotendeels vernield door het Brabantse garnizoen van Geldenaken tijdens de oorlog tussen de Bourgondiërs en het prinsbisdom Luik.

## Bezienswaardigheden
- De kasteelhoeve (Château-ferme de Trognée) in de dorpskom heeft een L-vorm en dateert uit de 17e eeuw. Ze werd in 1983 beschermd als monument. Tegenover de ingang van deze kasteelhoeve vindt men een poortgebouw uit 1782.
- De Sint-Trudokerk (Église Saint-Trudon) dateert van 1842 en verving een 16e-eeuws kerkgebouw. In de kerk staat een doopvont uit 1607. Naast de kerk staat een druk bezochte Lourdesgrot uit 1922.

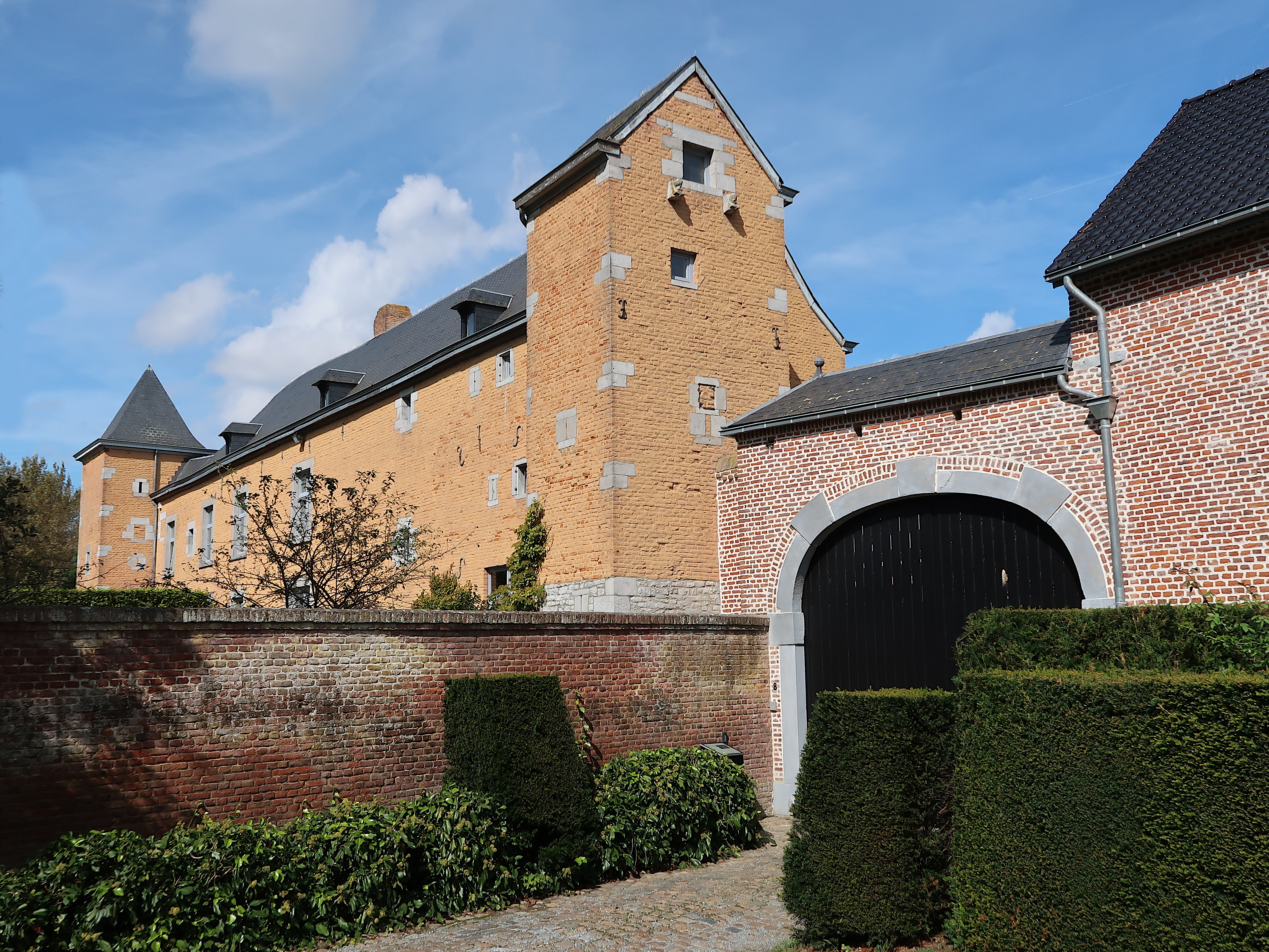
Kasteelhoeve van Truielingen
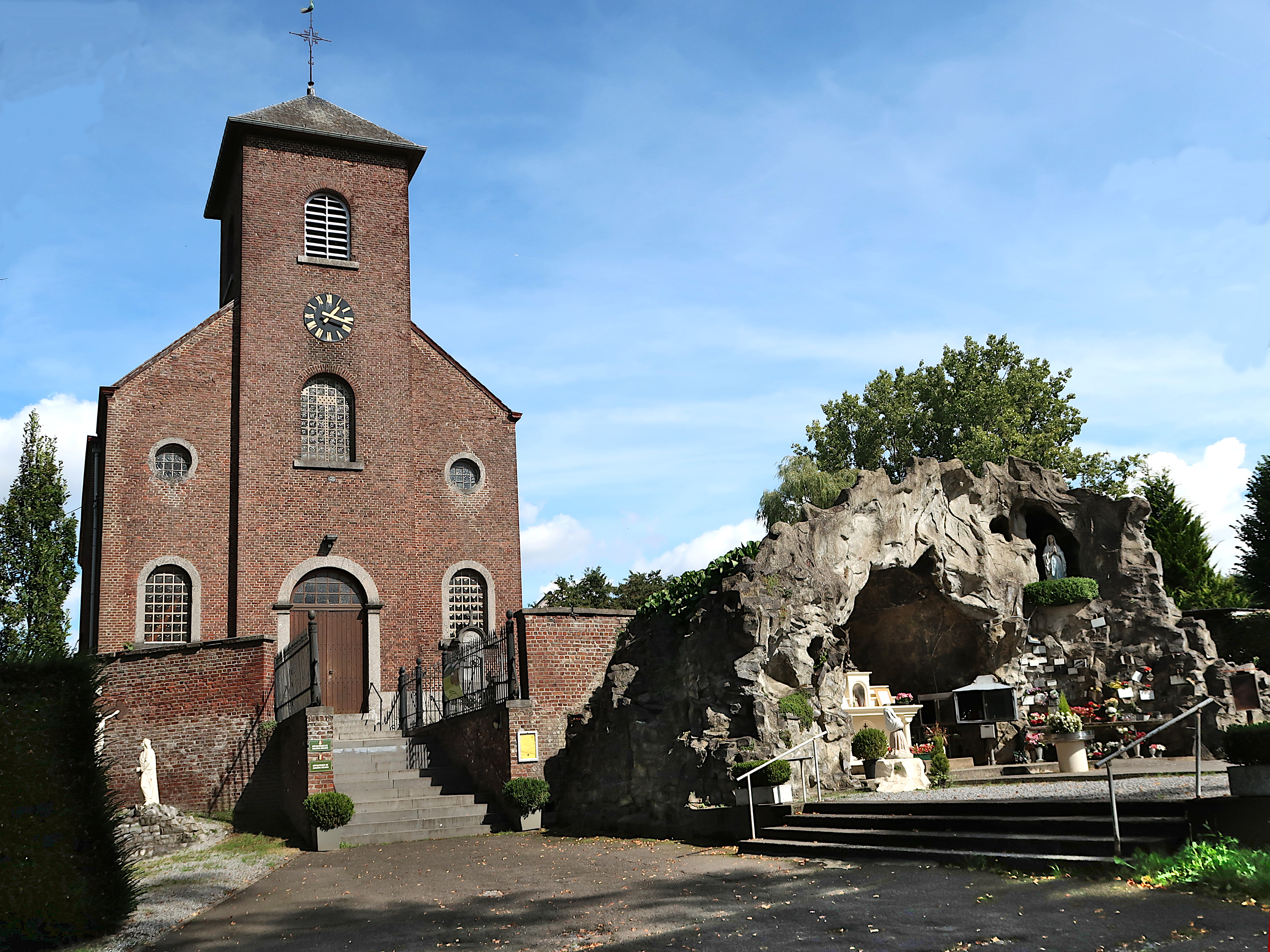
Sint-Trudokerk en Lourdesgrot

## Natuur en landschap
De hoogte aan de kerk bedraagt 133 meter.

## Demografische ontwikkeling
- Bronnen:NIS, Opm:1831 tot en met 1961=volkstellingen

## Nabijgelegen kernen
Cras-Avernas, Bertrée, Poucet, Abolens, Boëlhe